# بو ريتشاردسون
بو ريتشاردسون (بالإنجليزية: Pooh Richardson)‏ مواليد 14 مايو 1966 في فيلادلفيا، هو لاعب كرة سلة أمريكي سابق بدأ مسيرته الاحترافية في سنة 1989. تم اختياره من قبل فريق مينيسوتا تمبر ولفز خلال الدرافت. يبلغ طوله 6 قدم 1 بوصة (1.9 م). اعتزل اللعب في 2000. أحرز خلال مسيرته في الإن بي إيه 7083 نقطة بمعدل 11.1 نقطة في المباراة الواحدة.

## المسيرة الاحترافية
لعب مع مينيسوتا تمبر ولفز من سنة 1989 إلى 1992، ثم لعب مع إنديانا بايسرز من سنة 1992 إلى 1994، ثم لعب مع لوس أنجلوس كليبرز من سنة 1994 إلى 1999، ثم لعب مع أولمبيا ميلانو في الدوري الإيطالي في موسم 1999–2000.

## روابط خارجية
- بو ريتشاردسون على موقع إن بي أي (الإنجليزية)
- بو ريتشاردسون على موقع سبورتس رفرنس (الإنجليزية)
- بو ريتشاردسون على موقع كرة السلة الأوروبية.كوم (الإنجليزية)
- بو ريتشاردسون على موقع كلية كرة السلة في سبورتس رفرنس.كوم (الإنجليزية)
- بو ريتشاردسون على موقع ريلجم (الإنجليزية)
- بو ريتشاردسون على موقع بروبوليرز (الإنجليزية)